# Senefelder-Schule
Die Senefelder-Schule (kurz Sene oder sfst) ist eine Kooperative Gesamtschule mit Mittelschul-, Realschul- und Gymnasialzweig in Treuchtlingen, einer Stadt im mittelfränkischen Landkreis Weißenburg-Gunzenhausen. Sie ist die einzige staatliche kooperative Gesamtschule in Bayern. Benannt ist die Schule nach Alois Senefelder.

## Aufbau
Die Senefelder-Schule ist eine Schule besonderer Art (gemäß Art. 126 Abs. 2 BayEUG). Sie wird als Zusammenschluss einer Mittelschule, einer Realschule und eines Gymnasiums unter einer Leitung mit einem gemeinsamen Lehrerkollegium geführt. Mögliche Abschlüsse an der Schule sind Mittelschulabschluss, Qualifizierender Mittelschulabschluss, Mittlerer Schulabschluss des M-Zugs, Realschulabschluss sowie Abitur; die Lehrpläne sind identisch mit denen anderer bayerischer Schulen.
Die Mittelschule (Schulnummer 6977) gehört zusammen mit der Mittelschule Markt Berolzheim-Dittenheim dem Mittelschulverband Süd an. Ein M-Zug ist integriert. Die Realschule (Schulnummer 0712) bietet die vier Zweige mathematisch-naturwissenschaftlich, kaufmännisch, sprachlich mit Französisch als zweite Fremdsprache sowie sozial mit dem Profilfach Haushalt und Ernährung an. Das Gymnasium (Schulnummer 0965) bietet einen naturwissenschaftlich-technologischen und einen sprachlichen Zweig an. Die gymnasiale Oberstufe der Senefelder-Schule ist im Rahmen einer Kooperation organisatorisch dem Werner-von-Siemens-Gymnasium Weißenburg zugeordnet. Eine Einführungsklasse Gymnasium ist vorhanden.
Die Schule ist zusätzlich Seminarschule. Träger der Offenen Ganztagsschule ist das Kolpingwerk. Es wird eine Schulsozialarbeit angeboten.
Sachaufwandsträger ist der 1970 gegründete Zweckverband Senefelder-Schule Treuchtlingen, in dem der Landkreis sowie die Städte Treuchtlingen und Pappenheim und die Gemeinden Langenaltheim und Solnhofen Mitglied sind. Verbandsvorsitzender ist Landrat Manuel Westphal.

## Geschichte
Auf Antrag des Landkreises Weißenburg in Bayern wurde 1970 beschlossen, auf Grundlage eines Beschlusses der Kultusministerkonferenz in Treuchtlingen eine integrierte Gesamtschule zu gründen. Das erste Schuljahr war 1971/1972 im Gebäude der Hahnenkammschule unter dem Namen Staatliche Gesamtschule Treuchtlingen mit sechs Klassen. 1974 zog die Schule in das heutige, 1975 fertiggestellte Gebäude um. Die Schule zählte 1974 bereits 39 Klassen mit 1200 Schülern. 1980 fand eine Umwandlung in die heutige kooperative Gesamtschule mit Hauptschul-, Realschul- und Gymnasialzug statt; 1983 erhielt die Schule ihren heutigen Namen. 2016 wurde mit dem Bau eines neuen Schulgebäudes begonnen.

## Schülerzahl
Zum Schuljahr 2020/21 zählte die Schule 1104 Schüler, 2013/2014 waren es 1338 Schüler. Der Mittelschulzug zählte 2020/21 394 Schüler, der Realschulzug 438 Schüler und der Gymnasialzweig  272 Schüler (einschließlich Oberstufe).
Ihre höchste Schülerzahl erreichte die Schule in den späten 1970er Jahren mit über 1700 Schülern, ihre niedrigste in den späten 1980er Jahren mit über 1100 Schülern.

## Ehemalige

### Bekannte Lehrkräfte
- Rudolf Klinger (* 1937)

### Bekannte Schüler und Schülerinnen
- Andrea Lauterbach (* 1978)
- Ilona Deckwerth (* 1961)